# Prvenstvo Osječkog nogometnog podsaveza – I. razred 1929./30.
I. razred prvenstva Osječkog nogometnog podsaveza u sezoni 1929./30., igrana za klubove s područja Osijeka.  
 
Sudjelovala su četiri kluba, a prvak je bila "Slavija" iz Osijeka.

## Sustav natjecanja
Četiri kluba su igrala dvokružnu ligu (6 kola). 
 
Pobjednik lige je potom stekao plasman u Prednatjecanje za Državno prvenstvo, te je također s prvakom Provincije Osječkog nogometnog podsaveza igrao za prvaka Podsaveza.   

## Ljestvica
| mj. | klub             | ut. | pob. | ner. | por. | gol+ | gol- | bod |                     |
| --- | ---------------- | --- | ---- | ---- | ---- | ---- | ---- | --- | ------------------- |
| 1.  | Slavija Osijek   | 6   | 5    | 0    | 1    | 28   | 7    | 10  | za prvaka Podsaveza |
| 2.  | Građanski Osijek | 6   | 5    | 0    | 1    | 16   | 9    | 10  |                     |
| 3.  | Hajduk Osijek    | 6   | 2    | 0    | 4    | 9    | 14   | 4   |                     |
| 4.  | ŽAK Osijek       | 6   | 0    | 0    | 6    | 1    | 24   | 0   |                     |

## Rezultatska križaljka
| kratica | klub            | GRA | HAJ | SLA | ŽAK |
| --- | --------------- | --- | --- | --- | --- |
| GRA | Grafičar Osijek |     |     |     |     |
| HAJ | Hajduk Osijek   |     |     |     |     |
| SLA | Slavija Osijek  |     |     |     |     |
| ŽAK | ŽAK Osijek      |     |     |     |     |
| |                 |     |     |     |     |
| podebljan rezultat - 1. utakmica između klubova rezultat normalne debljine - 2. utakmica između klubova rezultat nakošen - nije vidljiv redoslijed odigravanja međusobnih utakmica iz dostupnih izvora rezultat smanjen * - iz dostupnih izvora nije uočljiv domaćin susreta prekrižen rezultat - poništena ili brisana utakmica p - utakmica prekinuta 3:0 p.f. / 0:3 p.f. - rezultat 3:0 bez borbe n.i. - nije igrano |                 |     |     |     |     |

 Izvori:

## Za prvaka podsaveza
| datum             | par                              | rezultat | napomene          |
| ----------------- | -------------------------------- | -------- | ----------------- |
| 7. prosinca 1930. | Slavija Osijek - Građanski Brčko | 3:0 p.f. | Građanski odustao |

- Slavija prvak Osječkog nogometnog podsaveza
- Brčko – naselje u današnjoj Bosni i Hercegovini